# N. W. Ayer & Son
La N. W. Ayer & Son è stata una tra le più importanti agenzie pubblicitarie del mondo.

## Storia
È stata fondata a Filadelfia, Stati Uniti, nel 1869 da Francis Wayland Ayer (1848-1923). Quando Francis Wayland decise di aprire la propria agenzia era poco più che ventenne, e dovette intitolarla a nome del padre, Nathan Wheeler.
A partire dal 1876 la N. W. Ayer & Son inizia ad offrire ai propri clienti un sistema di pagamento trasparente, basato sulla commissione ("the open contract"), gettando le fondamenta del mestiere di pubblicitario a livello professionale.
Nel 1877 acquisisce la Coe, Wetherill & Co., a sua volta erede della prima agenzia moderna della storia della pubblicità, la Volney B. Palmer.
Nel 1974 assume il nome di N.W. Ayer, in seguito al cambio della sede (che diviene New York).
Nel 1986 assorbe un'altra importante agenzia pubblicitaria, la Cunningham & Walsh.
Nel 1999 diviene parte del MacManus Group, e un paio di anni dopo, nel 2001, viene fusa nel Kaplan Thaler Group (quest'ultimo, a sua volta, verrà assorbito dal Publicis Groupe l'anno successivo).

## Principali pubblicità

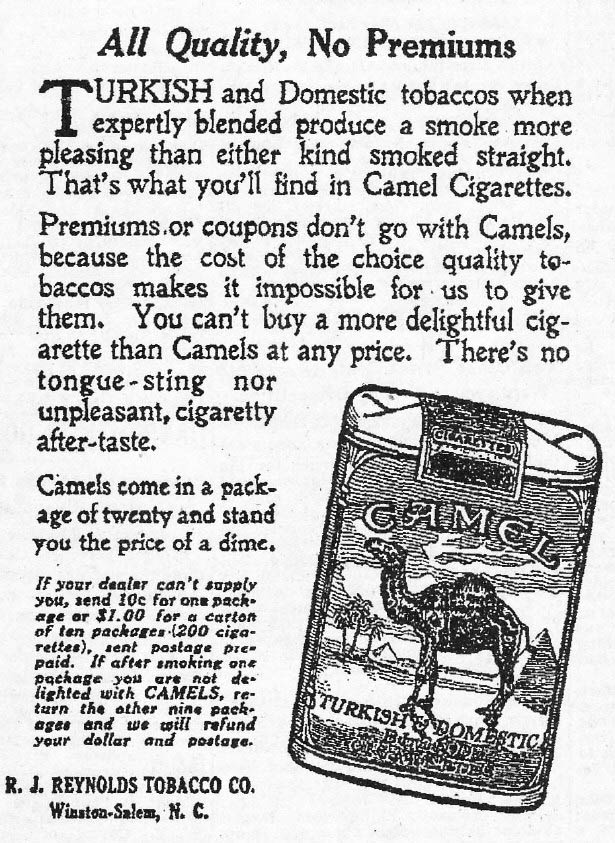
N. W. Ayer & Son. Una pubblicità per la Camel del 1915.

Tra i lavori più celebri, a firma N. W. Ayer & Son, è possibile citare:
- 1898 - Campagna pubblicitaria dei biscotti Uneeda, che utilizzava come testimonial un bimbo con un impermeabile giallo (questa idea, ad esempio, verrà ripresa negli anni ottanta dalla Barilla per un noto spot);
- 1913 - Lancio pubblicitario delle sigarette Camel, e relativa invenzione del dromedario "Ol' Joe" in qualità di marchio;
- 1919 - Annuncio pubblicitario del pianoforte Steinway & Sons («Lo strumento degli immortali»), ideato da Raymond Rubicam che all'epoca lavorava per la Ayer;
- 1920 circa - Campagna pubblicitaria delle Life Savers, le caramelle alla menta col buco;
- 1928 - Lancio pubblicitario dell'automobile Ford Model A, che impiegava Henry Ford come testimonial;
- 1935 - Pubblicità degli asciugamani Cannon Mills, primo esempio importante di pubblicità erotica ad utilizzare un nudo fotografico (una donna vista di spalle, opera di Edward Steichen);
- 1938 - Poster per l'automobile Ford V8, realizzato da Cassandre che all'epoca collaborava con la Ayer;
- 1948 - Slogan «Un diamante è per sempre» per la De Beers, coniato dalla copywriter Frances Gerety;
- 1955 - Lancio pubblicitario dell'automobile Plymouth con le "code da jet" (fotografie di Irving Penn);
- 1981 - Propaganda per l'Esercito statunitense («Sii tutto ciò che puoi essere»);
- dal 1908 al 1994 - Le pubblicità per la compagnia telefonica americana AT&T, in particolare quella del 1979 («Raggiungi e tocca qualcuno»)